# Cisangu
Cisangu is een bestuurslaag in het regentschap Lebak van de provincie Banten, Indonesië. Cisangu telt 2865 inwoners (volkstelling 2010).